# 陳希賢 (光緒進士)
陳希賢（?—?），福建省福州府閩縣人，清朝官员、進士出身。

## 生平
光緒十八年（1892年），参加光緒壬辰科殿試，登進士二甲29名。同年五月，改翰林院庶吉士 光緒二十年四月，散館，著以知县即用。任钱塘县知县。同年，吴佑孙接任。光绪三十三年十二月十八日（1908年1月21日）设吉林西路兵备道，为首任道台。